# Ceratophyus polyceros
Ceratophyus polyceros es una especie de coleóptero de la familia Geotrupidae.

## Distribución geográfica
Habita en Rusia, Siberia.